# Giuliano Sarti
Pour les articles homonymes, voir Sarti.
Giuliano Sarti (né le 2 octobre 1933 à Castello d'Argile dans la province de Bologne en Émilie-Romagne et mort le 5 juin 2017 à Florence ) est un footballeur italien des années 1950 et 1960, qui évoluait au poste de gardien de but.

## Biographie

### En club
Giuliano Sarti joua dans trois clubs amateurs (Centese Calcio, AS Bondenese et AS Montecatini) et trois clubs professionnels (AC Fiorentina, Inter Milan et Juventus), remportant beaucoup de titres nationaux, européens et mondiaux.

### En sélection
En tant que gardien de but, Giuliano Sarti fut international italien à huit reprises (1959-1967).

## Clubs
- 1952-1953 : Centese Calcio
- 1953-1954 : AS Bondenese
- 1954-1963 : AC Fiorentina
- 1963-1968 : Inter Milan
- 1968-1969 : Juventus Turin
- 1969-1973 : AS Montecatini

## Palmarès
| Fiorentina - Championnat d'Italie (1) : - Champion : 1955-56. - Vice-champion : 1956-57, 1957-58, 1958-59 et 1959-60. - Coupe d'Italie (1) : - Vainqueur : 1960-61. - Finaliste : 1957-58 et 1959-60. - Coupe des clubs champions : - Finaliste : 1956-57. - Coupe des coupes (1) : - Vainqueur : 1960-61. - Finaliste : 1961-62. |  | Inter - Championnat d'Italie (2) : - Champion : 1964-65 et 1965-66. - Vice-champion : 1963-64 et 1966-67. - Coupe d'Italie : - Finaliste : 1964-65. - Coupe des clubs champions (2) : - Vainqueur : 1963-64 et 1964-65. - Finaliste : 1966-67. - Coupe intercontinentale (2) : - Vainqueur : 1964 et 1965. |